# Centro Nacional de Investigação em Antropologia Social e Cultural
O Centro Nacional de Investigação em Antropologia Social e Cultural, é uma instituição de pesquisa argelina. Seu nome em francês é Centre national de recherche en anthropologie sociale et culturelle, mais conhecido pela sigla CRASC. É um estabelecimento científico e tecnológico público, sediado em Orã. É dirigido pela Sra. Nouria Benghabrit-Remaoun. 
Foi fundado em 1992 pelo governo argelino e é uma organização de pesquisa financiada pelo Estado sob a autoridade administrativa do Ministério do Ensino Superior e da Pesquisa Científica da Argélia.
O centro tem uma filial em Universidade Mentouri de Constantine.